# Lusaszoch
Lusaszoch – wieś w Armenii, w prowincji Ararat. W 2011 roku liczyła 478 mieszkańców.